# 2016-os magyarországi népszavazás
A 2016-os magyarországi népszavazás 2016. október 2-án megrendezett országos referendum, amelyen a szavazójogosult magyar állampolgárok arról nyilváníthattak véleményt, hogy az Európai Unió az Országgyűlés hozzájárulása nélkül is előírhassa-e nem magyar állampolgárok Magyarországra történő kötelező betelepítését. A kérdés a Kormány kezdeményezésére, az európai migrációs válság kapcsán merült föl. A népszavazás érvénytelen volt, mivel a szavazásra jogosultak kevesebb mint a fele adott le érvényes szavazatot. A mintegy 44 százaléknyi érvényesen szavazó választópolgár több mint 98 százaléka nemmel válaszolt a feltett kérdésre.

## A kérdés
Akarja-e, hogy az Európai Unió az Országgyűlés hozzájárulása nélkül is előírhassa nem magyar állampolgárok Magyarországra történő kötelező betelepítését?

## Előzmények
Az arab tavasz eseményeit követően Afrikában és a Közel-Keleten meginogtak és összeomlottak az addigi világi diktatúrák. Líbiában, Szíriában és Irakban véres polgárháború robbant ki. Az ezután meggyengült államhatalom miatt növekedett a radikális mozgalmak mozgástere és az érintett országok polgárháborútól sújtott lakossága egyre nagyobb számban indult a biztonságot jelentő Európa felé, hozzájuk nagy számban csatlakoztak a szubszaharai Afrika és Dél-Ázsia, elsősorban Afganisztán felől érkező migránsok tömegei. 2014-ben 626 ezer menekültkérelmet nyújtottak be az Unió hivatalaihoz. 2015-ben pedig már milliós nagyságrendben érkeztek menedékkérő és regisztrálhatatlan, illegális határátlépést elkövető személyek az Európai Unió (EU) területére. Az EU keleti tagállamai fejletlenebb gazdaságukkal és alacsony szociális juttatásaikkal egyáltalán nem számítottak a migránsok célterületeinek, a bevándorlók elsősorban a Benelux államokba, Olaszországba, Ausztriába, Németországba és Svédországba kívántak bejutni. A nyugati országok szociális ellátórendszerét azonban igen megterhelte az újonnan érkezett, a munkaerőpiac igényeihez nem illeszkedő képzetlen tömeg. Egyre aggasztóbb jelei mutatkoztak a Magyarországon keresztül is történő bevándorlás révén kialakult társadalmi konfliktusnak. Erősödésnek indultak a bevándorlást ellenző mozgalmak, mivel a közvélemény a közbiztonság romlását és a terrorveszély fokozódását érezte, a helyiek és a migránsok közötti kisebb-nagyobb incidensekről a sajtó rendszeresen tudósított.
Az Európai Bizottság az európaiak egymás közötti szolidaritására hivatkozva javaslatot tett egy olyan mechanizmus elfogadására, amely a menedékkérőket az Európai Unió tagállamai között az egyes országok adottságainak és teherbíró képességnek figyelembe vételével kialakított arányszámok, azaz kötelező betelepítési kvóták szerint automatikusan szétosztaná. A közép-európai kormányok azonban egyre élesebb ellenállást tanúsítottak a kötelező betelepítés intézménye ellen. A magyar kormány kifejezetten harcosan állt ki a tervezettel szemben: a kormánypártok már 2015. november elején aláírásgyűjtést kezdtek a kötelezően előírt kvóta ellen.
A 2015. május 27-én készült sajtóközlemény szerint az Európai Bizottság által elfogadott javaslatok között volt, 40 ezer szíriai és eritreai állampolgár, európai országokba, elosztási kulcs alapján történő áthelyezése.
2015. szeptember 9-én az Európai Bizottság javaslata az volt, hogy összesen 120 ezer Görögországba, Olaszországba és Magyarországra érkezett regisztrált menekültet helyezzenek át más tagállamokba, köztük Magyarországról 54 ezret más európai országokba. A javaslat szerint ez a megoldás enyhíti a három leginkább érintett tagállamra nehezedő nyomást. Ezt a javaslatot Magyarország elutasította.
Az EU-tagországok bel- és igazságügyi minisztereinek 2015. szeptember 14-i rendkívüli ülésén kivételes és átmeneti mechanizmusról jutott elvi megállapodásra. Eszerint két év alatt Görög- és Olaszországból 40 ezer szír, iraki és eritreai menedékkérőt telepítenek át más tagországokba, továbbá elvi megállapodás született további 120 ezer menedékkérő szétosztásáról is a tagországok között. A mechanizmus nem vonatkozik Dániára és az Egyesült Királyságra, Magyarország pedig nem szerepel a dokumentumban.
Az EU belügyminisztereinek tanácsa 2015. szeptember 22-én minősített többséggel elfogadta az Európai Bizottság által korábban elfogadott szövegezésű javaslatait, azaz 120 ezer migráns Görög- és Olaszországból más EU-tagországokba való áttelepítése mellett döntött egy rögzített keret alapján: Magyarországra eszerint 1294 fő kerülne, 988 fő Görögországból és 306 fő Olaszországból. A belügyminiszteri tanács általában egyhangúlag szokott határozatot hozni, és nézeteltérések esetén inkább elhalasztják a döntést. Ezúttal azonban Magyarország, Románia, Szlovákia és Csehország nemmel szavazott, Finnország pedig tartózkodott. Bár Lengyelország igennel szavazott, a 2015 novemberében megalakult új jobboldali lengyel kormány később mégis támogatásáról biztosította a kvótadöntés elleni magyar fellépést.
2016. január 15-én Magyarország és Szlovákia a belügyminiszteri tanácsi döntés miatt az Európai Bírósághoz fordult.
Az Európai Tanács 2016. február 18–19-én tartott kétnapos csúcstalálkozójának záródokumentuma – több más fontos döntés, így David Cameron brit miniszterelnök szociális juttatásokra vonatkozó szigorítási kezdeményezése mellett – jóváhagyta a belügyminiszteri tanács migránsok áttelepítésére vonatkozó döntését. Orbán Viktor nem vétózta meg az EU-csúcs zárónyilatkozatának elfogadását. Ezután kizárólag az Európai Bíróság döntésétől függ, hogy kötelező erejűnek marad-e vagy sem a szeptember 22-i belügyminiszteri tanácsi döntés.

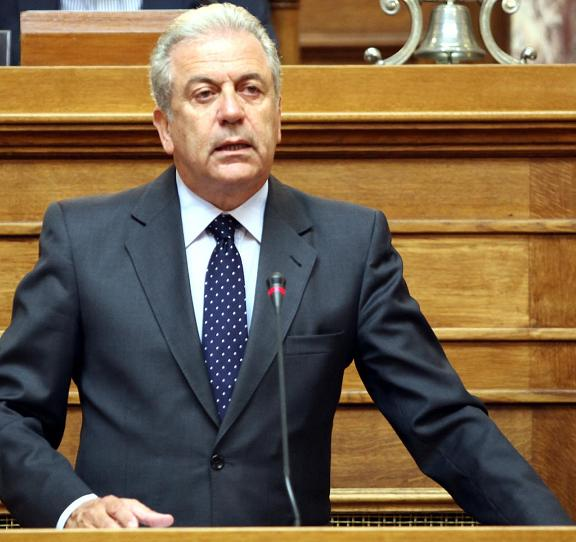
Dimítrisz Avramópulosz: „a magyarok észszerűen és felelősségteljesen fognak szavazni”

2016. május 4-én az Európai Bizottság új menekültügyi rendszer bevezetését javasolta, amely automatikusan meghatározza, hogy a menedékkérőket milyen esetben lehet áthelyezni más uniós országokba. A javaslat szerint ha egy ország úgy dönt, hogy nem fogad be embereket, akkor 250 000 euró (kb. 75 millió Ft) szolidaritási hozzájárulást kellene fizetnie minden be nem fogadott menedékkérő után annak a tagállamnak, amely az illető személyt helyette befogadja.
Szeptember 28-án Dimítrisz Avramópulosz migrációs ügyekért felelős uniós biztos úgy nyilatkozott, hogy fel kell gyorsítani a menedékkérők Európai Unión belüli áthelyezésének folyamatát. Szerinte 2017 végéig 30 ezer menedékkérőt is „szét lehet osztani” a tagállamokban. Jean-Claude Juncker, az Európai Bizottság elnöke ugyanaznap tagadta, hogy felhagyott volna a javaslatával, miszerint a migránsokat nemzeti kvóták szerint kell szétosztani.

## A népszavazás kezdeményezése
2015 májusában Vona Gábor, a Jobbik elnöke népszavazás kiírását javasolta a kvótarendszerről. A párt egyebek mellett azt kérdezte volna, hogy „Egyetért-e azzal, hogy kvóta vagy visszatoloncolás útján idegen országok polgárait ne telepítsék Magyarországra?” A 2015 novemberében megkezdett aláírásgyűjtés azonban csak politikai akció maradt, nem követte hivatalos népszavazási kezdeményezés benyújtása. A népszavazásra szánt kérdés nemzetközi szerződések módosítására irányult, amit tilt az Alaptörvény, ezért a Jobbik 2016. február 24-én az Alaptörvény módosítását javasolta, hogy ilyen esetekben lehessen népszavazást kiírni. Végül ez lekerült a napirendről a kormány új kezdeményezése miatt (lásd alább). Április 12-én Vona Gábor már azt nyilatkozta, hogy „a referendum felett eljárt az idő”.
2016. február 17-én Csabai József magánszemély „Egyetért-e Ön azzal, hogy Magyarország ne hajtsa végre az Európai Unió döntését a menekültek kvóta szerinti elosztásáról?” kérdéssel kezdeményezett népszavazást. A magánszemély Rogán Antal kérésére 2016. február 24-én, másfél órával Orbán Viktor miniszterelnök bejelentése előtt vonta vissza népszavazási kezdeményezését, ezzel elhárult az akadály az azonos témában tett más kezdeményezések előtt.
Orbán Viktor 2016. február 24-én rendkívüli sajtótájékoztatót hívott össze, amelyen bejelentette, hogy kormánya népszavazást kezdeményez az Európai Bizottság által javasolt betelepítési kvóta ellen. A kezdeményezést jóváhagyásra be is nyújtották a Nemzeti Választási Bizottsághoz (NVB), amely hitelesítette azt. A kezdeményezést március 1-jén bíróságon megtámadták, ám a Kúria május 5-én meghozott döntése szerint az adott kérdésben lehet népszavazást tartani, mivel a kérdés „nem irányul sem a csatlakozási szerződés módosítására, sem többletfeltétel előírására az Unió szervei által hozott döntések Magyarország általi végrehajtásához”, hanem „a másodlagos uniós jog körébe tartozó tanácsi határozat általi intézkedés bevezetésére vonatkozik” és így „tiltott népszavazási tárgykör jelen ügyben nem áll fenn”. A kormány gyorsított eljárásban az Országgyűlés elé terjesztette a kvótaügyi népszavazást, az Országgyűlés pedig május 10-én megtartott ülésén országos népszavazást rendelt el a kérdésben. A Kúria döntésével szemben többen alkotmányjogi panaszt nyújtottak be, valamint az Országgyűlés népszavazást elrendelő döntését hárman is megtámadták az Alkotmánybíróságon – köztük Szanyi Tibor MSZP-s EP-képviselő –, de a taláros testület az indítványokat elutasította.
- 12/2016. (VI. 22.) AB határozat (országgyűlési határozat helybenhagyása)
- 3130/2016. (VI. 29.) AB végzés (alkotmányjogi panasz visszautasítása)
- 3150/2016. (VII. 22.) AB végzés (alkotmányjogi panasz visszautasítása)
- 3151/2016. (VII. 22.) AB végzés (alkotmányjogi panasz visszautasítása)

A népszavazás időpontját Áder János köztársasági elnök 2016. október 2-ára, vasárnapi napra tűzte ki.

### A népszavazást kezdeményezők álláspontja
A népszavazás célja a Nemzeti Konzultációs Központ szerint világos és egyértelmű üzenet küldése „Brüsszelnek”. Orbán Viktor szerint a népszavazás célja Magyarország megvédése. A népszavazás célja Kovács Zoltán kormányszóvivő szerint az „hogy megakadályozza egy olyan állandó uniós mechanizmus kialakulását, amely ismeretlen számú migráns szétosztásához vezet.”

#### A kormányzati kampány főbb állításai
A kormányzati kampány, három fő témakörre bontható. A kampány főbb témái a betelepítési kvóta és a betelepítendők létszáma, az Európai Unióval való konfliktus, valamint a menedékkérők áthelyezésének veszélyei.

##### A kötelező betelepítési kvótáról és az áttelepítendők létszámáról

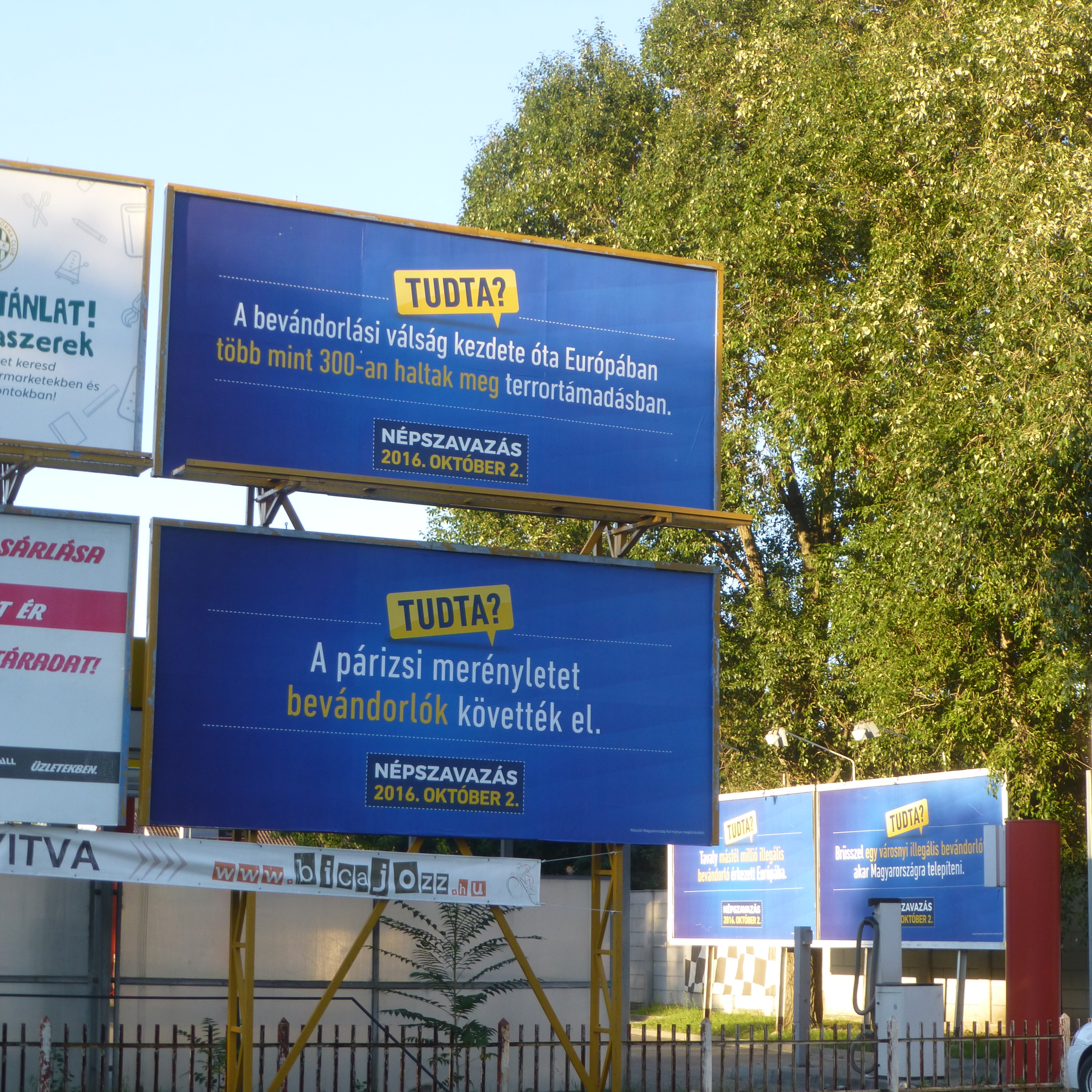
A kormány „Tudta?” plakátsorozata Szegeden

- A kvótáról: A kormány szerint Brüsszel elfogadott egy kvótacsomagot, melynek alapján az Európába érkező menedékkérőket[megj. 1] egy előre meghatározott kvóta alapján osztaná szét a tagállamok között.[36]
- A létszámról: A kormány szerint nincs felső határa az áthelyezendők létszámának. Szerintük a migráció jelenlegi ütemét és a családegyesítéseket is figyelembe véve mindez sok ezer ember Magyarországra történő betelepítését is jelentheti.[36]
- A kvótacsomaggal kapcsolatban: A kormány szerint Brüsszel mielőbb életbe akarja léptetni a kvótacsomagot.[36] A kvótarendszer, Kósa Lajos szerint „meghívást jelent a bevándorlók számára.”[39] Halász János, a Fidesz-frakció szóvivője szerint „a népszavazás a legjobb eszköz Brüsszel elhibázott menekültpolitikája ellen.” Az október 2-i népszavazáson szerinte „nemet mondhatunk Brüsszel bevándorláspolitikájára.”[40] A kormány szerint „nem a bajt kell idehozni, hanem a segítséget kell odavinni, ahol baj van.”[41][42][43][44]

##### Az Európai Unióval való konfliktusról
- A nemzetállami hatáskör átvételével kapcsolatban:. A kormány szerint az Európai Unió, el szeretné venni a bevándorlással kapcsolatos döntési hatáskört a nemzetállamoktól. Nézőpontjuk szerint a jövőben a „brüsszeli bürokraták” szeretnének dönteni arról, hogy hány, nem magyar állampolgárt telepítsenek Magyarországra, az Országgyűlés és a magyar állampolgárok megkérdezése nélkül.[36]
- A szolidaritási járulékkal kapcsolatban: Az Európai Bizottság „szolidaritási járulék” megfizetésére szeretné kötelezni azokat a tagállamokat, amelyek nem hajlandóak menedékkérőket betelepíteni. Ennek mértéke 78 millió forint lenne menedékkérőnkként. A magyar kormány ezt büntetésnek, nyomásgyakorlásnak és zsarolásnak tartja.[36]
- Az eltérő népességpolitikával kapcsolatban: A magyar kormány a népességcsökkenést nem bevándorlással, hanem célzott családtámogatási eszközökkel kívánja orvosolni.[36]

##### A migránsok áthelyezésének veszélyei
- A terrorveszélyről, és a közbiztonságról: A kormány szerint a migránsok áthelyezése[megj. 2] fokozza a terrorveszélyt, és rontja Európa közbiztonságát.[36] Sőt Németh Szilárd szerint „a migráció és a terrorizmus kéz a kézben jár.”[45] Rétvári Bence szerint: „az ide érkező illegális bevándorlók kötelező szétosztása egyúttal jelentené az ide érkező terroristák szétosztását is”.[46]
- A kultúrát fenyegető veszélyről: A kormány szerint a betelepítési kvóta veszélyezteti Magyarország jelenlegi kultúráját és szokásait. „Az a tét, hogy meg tudjuk-e védeni közösségeinket, családjainkat, kultúránkat és mindazt, ami magyarrá teszi Magyarországot. Ezt a kockázatot nem szabad felvállalnunk."[36]
- A jogrendet fenyegető veszélyről: A kormány szerint a migránsok áthelyezése veszélyezteti a jogrendet. A kormány szerint az eddigi tapasztalatok azt mutatják, hogy a migránsok nem tartják tiszteletben a törvényeinket, és nem akarnak osztozni közös kulturális értékeinkben. A kormány szerint a migráció a „no-go” zónák megjelenésével jár. Véleményük szerint azokban az európai városokban, ahol nagy számban élnek migránsok, több száz olyan „no-go” zóna létezik, melyek olyan városrészek, amelyeket a hatóságok nem, vagy nehezen képesek ellenőrzésük alatt tartani. Ezekben a befogadó társadalom írott vagy íratlan normái alig érvényesülnek.[36] Orbán Viktor miniszterelnök szerint: „Szeretjük a hazánkat, nem tesszük ki bizonytalan kalandoknak.”[47]

### A népszavazást ellenzők álláspontja
A baloldali ellenzéki pártok, az MSZP, a DK, az Együtt és a PM véleménye az, hogy a népszavazás tét nélküli és értelmetlen, hiszen a baloldali szavazók nagy része sem értene egyet a kötelező betelepítéssel. (A Republikon Intézet felmérése szerint körükben 60% a nem, 17% az igen válaszok aránya.) Szakértői vélemények szerint a baloldali szavazókon fog múlni, hogy a Fidesz számára sikertörténet lesz-e a referendum, vagy politikai kudarc. Molnár Gyula (MSZP) érvelése szerint a népszavazás egyetlen célja Orbán Viktor hatalmának megerősítése.
Molnár Csaba ügyvezető alelnök (Demokratikus Koalíció) szerint a népszavazás tulajdonképpeni célja az, hogy kivezesse az országot az EU-ból, ezért a népszavazás bojkottjára szólított fel. Az Együtt szerint is életveszélyes a népszavazás, ezért arra kéri a választókat, maradjanak otthon.

#### Az ellenoldal kampányának főbb állításai
Az ellenoldal állításai több főbb csoportba sorolhatóak. Ezek főként a népszavazási kérdés értelmének megkérdőjelezésére, a népszavazás értelmének, eredeti céljának megkérdőjelezésére, valamint a betelepítési kvóta létezésének, aktualitásának megkérdőjelezésére irányuló állításokból állnak.

##### Az MSZP állításai
Molnár Gyula, az MSZP elnöke szerint pártja feleslegesnek és kockázatosnak tartja a népszavazást, de „kész lenne támogatni a kormányt a kötelező kvóták elleni fellépésben abban az esetben, ha az Európai Unió valóban tervezne ilyen lépéseket”. Véleménye szerint ugyanis „nincs napirenden további kötelező kvóták bevezetése" és a népszavazási kérdés sem lett feltéve.
Ezen túlmenően az MSZP főbb állításai még a népszavazásról:
- Az igazi célja az MSZP-szerint az, hogy elterelje a figyelmet az ország igazi problémáiról.
- „Az EU-ból való kilépés előszobája."
- Véleményük szerint azért blöff, mert nem lesz következménye.

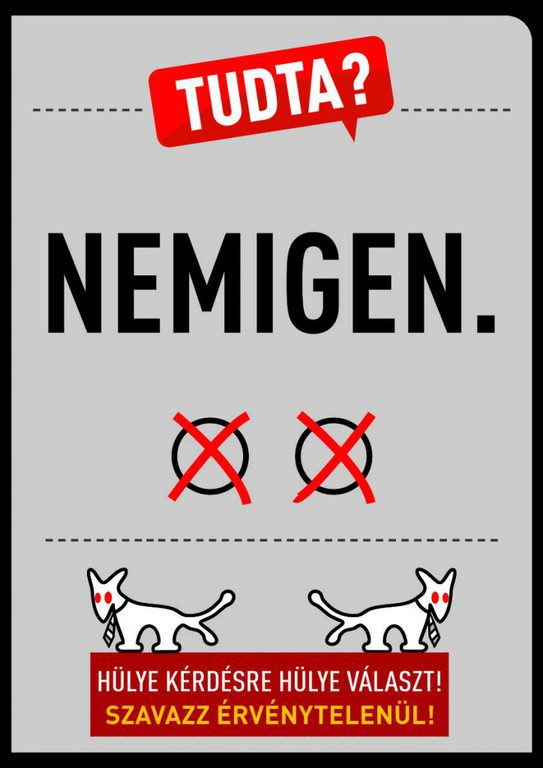
A Magyar Kétfarkú Kutya Párt érvénytelen szavazatra buzdító plakátja

- Ez a népszavazás „idegengyűlölő.”[54]

##### MoMa, Együtt, PM – közös kampányának és az MKKP állításai
A Modern Magyarország Mozgalom, az Együtt, és a Párbeszéd Magyarországért közös kampányának állításai:
- Egyetértenek az MSZP-vel abban, hogy a népszavazás igazi célja, hogy elterelje a figyelmet az ország igazi problémáiról.
- Szerintük, az EU-nak nincs olyan javaslata, amely illegális bevándorlók betelepítéséről szól.
- Szerintük nem bevándorlókról, hanem „menekültekről” van szó.[54]

A plakátkampányuk legfőbb állítása továbbá az, hogy a népszavazási kérdés egy „hülye kérdés”. A kampány másik állítása, hogy aki nem szavaz a népszavazáson, az Európára szavaz. Szigetvári Viktor véleménye szerint ez a népszavazás „néphülyítő”. Kovács Gergely, a Magyar Kétfarkú Kutya Párt elnökének véleménye szerint, a népszavazási kérdés „hülye”, ezért tanácsolja a választópolgároknak azt, hogy „hülye választ” adjanak a népszavazási kérdésre, és szavazzanak érvénytelenül.

##### Magyar Liberális Párt kampányának állításai
Fodor Gábor a Magyar Liberális Párt elnöke nem ért egyet sem a bojkottálásra, sem az érvénytelen szavazatra buzdítókkal, szerinte „rossz kérdésre is létezik jó válasz”. Álláspontja szerint a népszavazás alapvetően nem a kvótáról, vagy a migránsokról szól, hanem leginkább az Európai Unió és Magyarország viszonyáról. Arról, hogy a magyarok akarnak e mélyebb integrációt az Európai Unióval, vagy sem, valamint szerinte „igen” szavazat esetén, a bevándorlással kapcsolatosan az emberek nem a korlátlan bevándorlásra, hanem csak 1294 menedékkérelmi eljárás lefolytatására mondanának igent. Fodor Gábor és a Magyar Liberális Párt képviselői a népszavazáson csak az „igen” szavazatot tartják az egyedüli kormányellenes tettnek.

## Kampány

### Politikai pártok álláspontjai
| Álláspont    | Politikai pártok                                        | Forrás |
| ------------ | ------------------------------------------------------- | ------ |
| Igen         | Magyar Liberális Párt (MLP)                             | [ 61 ] |
| Nem          | Fidesz – Magyar Polgári Szövetség (Fidesz)              | [ 62 ] |
| Nem          | Kereszténydemokrata Néppárt (KDNP)                      | [ 63 ] |
| Nem          | Jobbik Magyarországért Mozgalom (Jobbik)                | [ 64 ] |
| Nem          | Magyar Munkáspárt (MMP)                                 | [ 65 ] |
| Nem          | Független Kisgazda-, Földmunkás- és Polgári Párt (FKgP) | [ 66 ] |
| Nem          | Magyar Igazság és Élet Pártja (MIÉP)                    | [ 67 ] |
| Távolmaradás | Magyar Szocialista Párt (MSZP)                          | [ 68 ] |
| Távolmaradás | Demokratikus Koalíció (DK)                              | [ 69 ] |
| Távolmaradás | Együtt – a Korszakváltók Pártja (Együtt)                | [ 70 ] |
| Távolmaradás | Párbeszéd Magyarországért (PM)                          | [ 71 ] |
| Távolmaradás | A Haza Pártja                                           | [ 72 ] |
| Távolmaradás | Modern Magyarország Mozgalom (MoMa)                     | [ 73 ] |
| Távolmaradás | Magyarországi Munkáspárt 2006                           | [ 74 ] |
| Érvénytelen  | Magyar Kétfarkú Kutya Párt (MKKP)                       | [ 75 ] |
| Semleges     | Lehet Más a Politika (LMP)                              | [ 76 ] |

Félkövér: politikai pártok parlamenti képviselettel.

### Kampánystratégiák

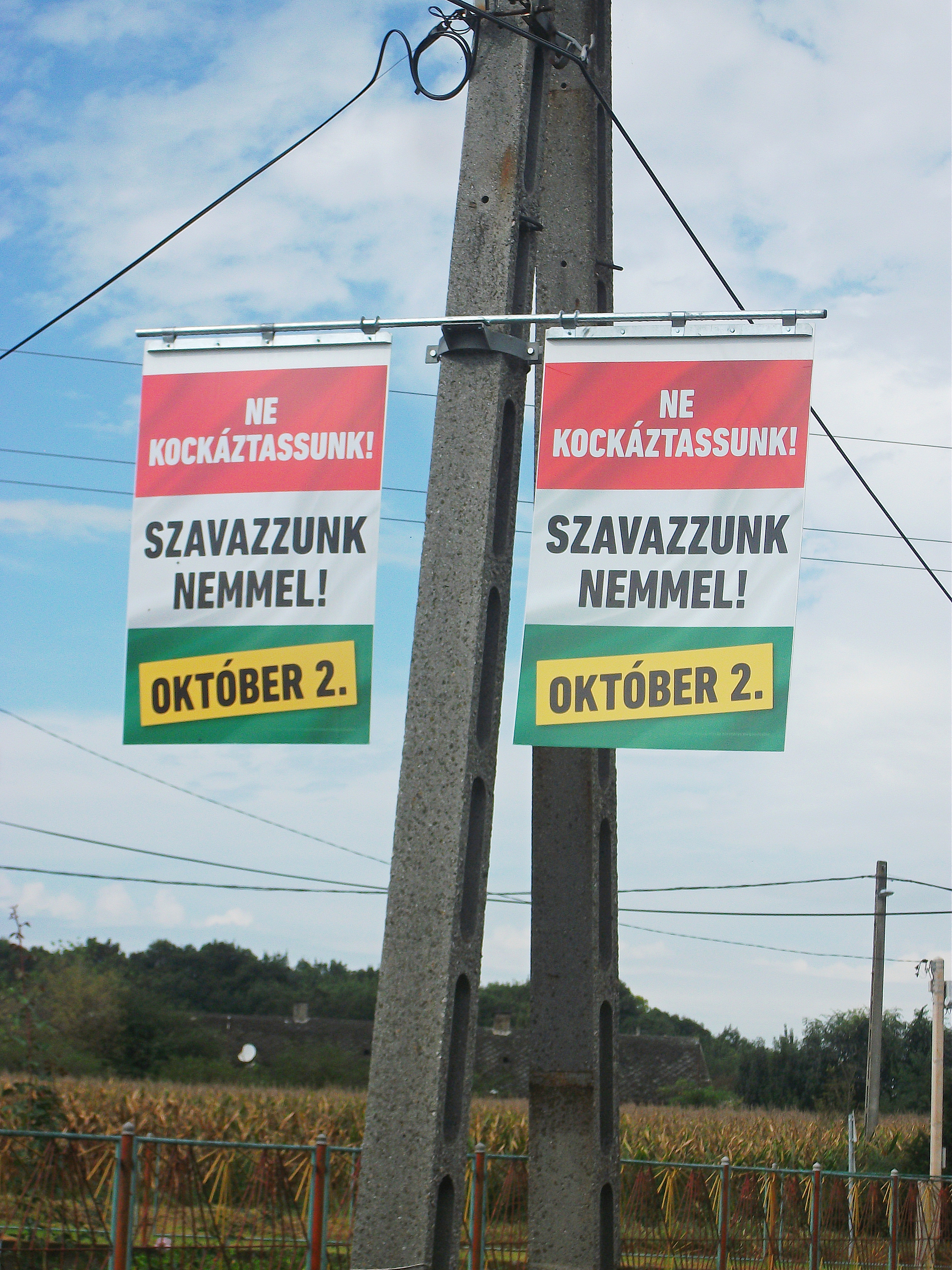
A kormány „Ne kockáztassunk!” plakátjai a Fejér megyei Zichyújfaluban

A népszavazásnak elvileg három lehetséges kimenetele volt:
1. Az „igen” szavazat győz.
2. A „nem” szavazat győz.
3. A népszavazás érvénytelen lesz.

A közvéleménykutatások már hónapokkal a szavazás előtt azt jelezték, hogy az „igen” győzelmének nincs esélye, a választók nagy többsége ellenzi a betelepítést. Ebben a helyzetben a „nem” híveinek stratégiája egyértelmű volt: a választókat arra kellett buzdítaniuk, hogy a menjenek el szavazni és szavazzanak nemmel. Ezek után hiába nem lett érvényes a népszavazás, az eredményt értékelve rámutathattak, hogy az érvényesen szavazók meggyőző többsége nemmel szavazott.
Az ellenoldal opciói bonyolultabbak voltak. Egy lehetőség az volt, hogy támogatóik részt vesznek a referendumban és igennel szavaznak, abban a tudatban, hogy alul fognak maradni. Itt az igen szavazatok értelme a liberális értékek melletti szimbolikus kiállás volt. A másik lehetséges stratégia a referendum érvénytelenségére irányult. A népszavazás érvényességének feltétele az volt, hogy a szavazásra jogosultak fele érvényes szavazatot adjon le, ezért aki ezt az opciót követte, arra biztatta a támogatóit, hogy ne menjenek el szavazni, vagy szándékosan szavazzanak érvénytelenül. Ez a stratégia kockázatos volt, követői ugyanis tipikusan az „igen” támogatói közül kerültek ki, és így bár sikerült elérni a népszavazás érvénytelenségét, az érvényes szavazatok aránya még inkább a „nem” felé tolódott. Ha a próbálkozás kudarcot vallott volna, akkor ráadásul ez az eltolódott eredmény hivatalos is lett volna.
- Az „igen” szavazat leadását javasolta Fodor Gábor, a Magyar Liberális Párt (MLP) elnöke.[78]
- A „nem” szavazat mellett álltak ki a harmadik Orbán-kormány tagjai, a kormánypártok, a Fidesz – Magyar Polgári Szövetség és a Kereszténydemokrata Néppárt politikusai, továbbá a Jobbik Magyarországért Mozgalom,[79] a Magyar Munkáspárt,[80] a Magyar Igazság és Élet Pártja,[81] valamint a Civil Összefogás Fórum (CÖF).[82] A magyarországi Munkástanácsok Országos Szövetsége (MOSZ) is a „nem” választ ajánlja, mert álláspontjuk szerint „meg kell állítani Európában a féktelen és korlátlan migrációt.”[83] Szintén a „nem” válaszra buzdít a Magyar Polgári Együttműködés Egyesület, a Keresztény Értelmiségiek Szövetsége, a Professzorok Batthyány Köre,[84] a Magyar Gazdakörök és Gazdaszövetkezetek Országos Szövetsége[85] és a Fiatal Családosok Klubja.[86] A nem magyarországi politikai szervezetek közül az Erdélyi Magyar Nemzeti Tanács (EMNT)[87] és az Erdélyi Magyar Néppárt (EMNP) minden magyar állampolgárt a „nem” szavazatra biztat, mert „sorsdöntő kérdés, hogy milyen irányba dől el az Európát sújtó bevándorlási válság”.[88] A nem kampányra a egyes becslések szerint 15-17 milliárd forintot fordítottak.[89][90]
- A népszavazástól való távolmaradásra szólított fel a Magyar Szocialista Párt,[91] a Demokratikus Koalíció, az Együtt – a Korszakváltók Pártja,[92] a Párbeszéd Magyarországért[34] és a Modern Magyarország Mozgalom.[93] A baloldali pártok szerint a népszavazás az EU-ból történő kilépés burkolt előkészítése.[94] Az MSZP a „bojkott” szót kerüli, hogy a pártot megkülönböztessék a DK-tól.[95] Ugyanezek a pártok a szavazatszámláló bizottságok munkájában ugyanakkor részt kívánnak venni.[96]
- Érvénytelen szavazat leadására szólított fel a Magyar Kétfarkú Kutya Párton kívül a Társaság a Szabadságjogokért, a Magyar Helsinki Bizottság és Tóth Zoltán választási szakértő.[97] A népszavazáson való részvételt és érvénytelen szavazat leadását támogatja a Magyar Szocialista Párt szombathelyi szervezete is, mert szerintük a népszavazás intézménye demokratikus vívmány.[98] A Magyar Evangéliumi Testvérközösség a „népszavazás érvénytelenítésére” hív föl.[99]
- Nem folytat kampányt a Lehet Más a Politika (LMP), a döntést a választóira bízza, de vezetői – Szél Bernadett és Hadházy Ákos – a maguk részéről úgy döntöttek, hogy nem vesznek részt a népszavazáson.[100] Hasonlóképpen nem adtak ki a népszavazással kapcsolatban hivatalos állásfoglalást a magyarországi egyházak (a Magyar Evangéliumi Testvérközösség kivételével[99]), de a témában nyilatkozott számos egyházi vezető vagy lelkész.

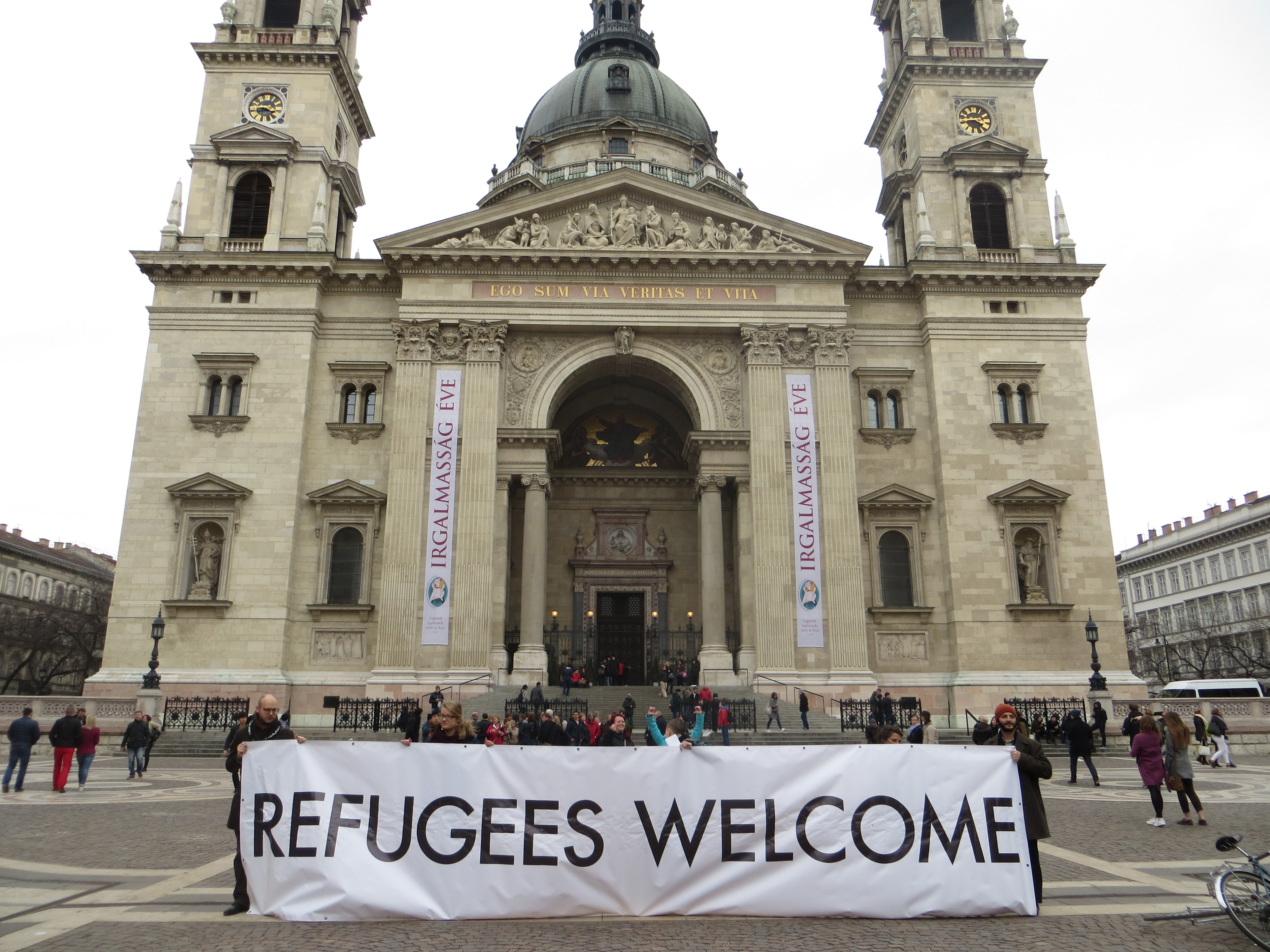
Menekülteket üdvözlő felirat Budapesten (2016. március 12.)

### Egyéb vélemények
- Hollik István, a KDNP országgyűlési képviselője szerint azért kell a kockázatokra fölhívni az emberek figyelmét, mert visszavonhatatlanul megváltoztatja Magyarország gazdasági és kulturális összetételét, ha bevándorlókat engedünk be hazánkba.[101]
- Vécsey László, Gödöllő fideszes országgyűlési képviselője egy kampányrendezvényen állítólag azzal vádolta Gémesi Györgyöt, hogy 1500 menekültet akar a városban letelepíteni, mert „Gödöllő az ország egyetlen települése, amely másodszor sem fogadta el az uniós kötelező betelepítési kvótát elutasító önkormányzati határozatot”. A polgármester hazugságnak nevezte az állítást.[102]
- A csepeli önkormányzatban Ábel Attila és Morovik Attila kormánypárti képviselők határozati javaslatot terjesztettek elő a népszavazáson való részvétel támogatására, melynek bevezetőjében azzal érveltek, hogy az uniós kvóta alapján elvehetik az önkormányzati bérlakásokat az ott lakóktól, és helyükre illegális bevándorlókat költöztethetnek. A képviselők azt is kifejtették, hogy a migránsok között sokan terroristák, akiknek a beáramlását megkönnyítik a Soros György által pénzelt erők, növelve ezzel a fenyegetettséget.[103]
- Török Gábor politológus nem tudta kialakítani a pontos álláspontját a szavazatáról. Azonban véleménye szerint a szavazó vagy elfogadja azok véleményét, akik a kezdeményező pártszövetség hatalmi politikájának egyszerű eszközének tekintik a népszavazást vagy a kezdeményezők megismert érvei alapján elfogadja, hogy a népszavazás elsősorban szimbolikus jelentőségű és segíthet a menekültválság megoldásában a többség elvárásainak megfelelő józan megfontolásból.[104]
- Demeter Áronnak az Amnesty International szervezet magyar munkatársának a véleménye szerint a kampány valóságos méregként hat Magyarországra, mert elmondása szerint a „bevándorló” szó valóságos szitokszóvá vált a játszótereken és ez a szó váltotta fel a meleg- és romaellenes megnyilvánulásokat.[105]
- Nagy Imre Attila, Győrújfalu polgármesterének véleménye: „Kormánytagok illetve/és Államtitkár Urak irányába a jelenleg elbírálás alatt álló, továbbá a meghirdetés előtt álló pályázataink általam történő menedzselését nagyban könnyíti majd, ha a választási eredmények ismeretében ki tudom mutatni számukra, hogy a megyei és az országos átlagot is nagyban meghaladó, „adj Isten” kiugróan magas részvételi arány mellett hozott településünk felelős döntést.”[106]
- Az Erdélyi Magyar Nemzeti Tanács, a Székely Nemzeti Tanács (SZNT), az Erdélyi Magyar Néppárt, a Magyar Polgári Párt, a Magyar Közösség Pártja, a Muravidéki Magyar Önkormányzati Szövetség, a Vajdasági Magyar Demokrata Párt, a Vajdasági Magyar Demokratikus Közösség, a Horvátországi Magyarok Demokratikus Közössége, valamint a Kárpátaljai Magyarok Kulturális Szövetségének közös állásfoglalása szerint „erőszakos támadás zajlik Európa ellen, humanitárius köntösben, ezért útját kell állni „az önsorsrontó brüsszeli politikának” valamint úgy gondolják, hogy „az illegális bevándorlók inváziója Európa történelmének legsúlyosabb válságát jelenti, mely középtávon az egész európai kultúrát eltűnéssel fenyegeti.”[107]
- Szili Katalin az Országgyűlés volt szocialista elnöke, jelenleg miniszterelnöki megbízott igazi demokrataként él a választójogával és a zsidó–keresztény kultúra védelmében nemmel fog szavazni.[108]

#### Egyéb vélemények az ellenzék részéről
- Vona Gábor, a Jobbik elnöke, szerint azért kell nemmel szavazni mert  „Még megvan az a történelmi lehetőségünk és adottságunk, hogy eldönthetjük, hogy multikulturális társadalomban szeretnénk élni (...), vagy megőrizni kulturális, szociális, társadalmi gyökereinket."[109]
- A Jobbik szerint az alaptörvényben kellene rögzíteni, hogy az Országgyűlés hozzájárulása nélkül nem lehet nem magyar állampolgárok betelepítését előírni. A párt hajlandó az alaptörvény-módosításhoz szükséges 2/3-os többséget biztosítani a Fidesz és a KDNP számára.[110]
- A Magyar Igazság és Élet Pártja mémplakátjaival felhívja a figyelmet a MKKP „viccnek álcázott félrevezetésére”, illetve a Jobbik kettősbeszédére, a népszavazást „okafogyottnak” való nevezésére.[111] A nem szavazatra, Csurka István elhíresült idézetével buzdítanak: „Magyarországot pedig meg kell menteni!”[112]
- Schiffer András májusban, még az LMP társelnökeként úgy nyilatkozott, hogy a népszavazás kérdésére csak nemmel lehet szavazni, „mert amíg a meghívás nem uniós szinten született a menekültek felé, addig a befogadás sem születhet így.”[113]
- Kovács László, az MSZP korábbi elnöke úgy véli, hogy a balliberális pártok szavazóinak a szavazólapra rá kell írni, hogy „igennel szavazunk arra, hogy hazánk maradjon az Európai Unió tagja”, és ezzel természetesen érvénytelen szavazatot adnak le.[114]
- Móricz Eszter, az MSZP XV. kerületi önkormányzati képviselője, volt országos elnökségi tagja szeptember 17-én magánemberként úgy nyilatkozott, hogy ellenzi a migránsok betelepítését.[115] Két nap múlva, amikor a párt országos elnöksége fegyelmi vizsgálatot indított ellene, kijelentette, hogy nem vesz részt a népszavazáson.[116]
- Juhász Péter, az Együtt alelnöke a neki nem tetsző plakátok letépésére szólított fel,[117] amit 2014-ben rongálásnak nevezett és rendőrségi feljelentést tett emiatt.[118]
- Kakuk György, a Demokratikus Koalíció elnökségi tagja felszólította a Fideszt és a kormányt, hogy „ne szimuláljon terrortámadást és végképp ne hajtson végre semmiféle merényletet”.[119]
- Mellár Tamás közgazdász szerint is a balliberális pártok szavazóinak részt kell venniük a népszavazáson, és „igennel” kell szavazniuk. Szerinte ugyanis ez a népszavazás „egy migránsostyába csomagolt kilépési pirula”, a népszavazás kimenetele szempontjából pedig az „igen” és a „nem” szavazatok aránya a fontos.[120]
- Gyenesei István, a Gyurcsány-kormány önkormányzati minisztere, egyben a Somogyért Egyesület elnöke is részt vesz a népszavazáson, és nemmel szavaz. Úgy véli, hogy a kvótanépszavazás pártpolitikán felülálló ügy.[121]
- Hack Péter korábbi SZDSZ-es parlamenti képviselő szintén nemmel fog szavazni. Így fogalmazott: „Nem ehhez az EU-hoz akartunk csatlakozni, Brüsszel az unió lakosságát megkerülve dönt fontos ügyekben – Európának vissza kell térnie a keresztény identitásához.”[122]
- Mészáros István László, korábban az SZDSZ színeiben országgyűlési képviselő (1990–98), bejelentette, hogy kilép a Helsinki Bizottságból, amiért szerinte az „eredetileg a demokrácia értékei és az állampolgárok jogai mellett elkötelezett szervezet [...] mára odáig jutott, hogy most a demokrácia egyik legfontosabb intézménye, a népszavazás ellen kampányol.” Értelmezése szerint a Helsinki Bizottság ezzel a lépéssel a „pártpolitika mezejére lépett”. Mészáros hozzátette, a maga részéről részt vesz a referendumon és nemmel fog szavazni.[123] A Magyar Helsinki Bizottság nyilatkozatban cáfolta Mészáros István állításait.[124]

#### Vallási vezetők álláspontja
Várszegi Asztrik pannonhalmi főapát szerint „rendkívül erőszakos” kampányt folytat a kormány, amely „[...] arra törekszik, hogy minden magyarból kikényszerítse a nemet.” Hozzátette, a „kommunikáció ezen fajtája blokkolja a gondolkodást.” Ahogy fogalmazott a migránsokról, „Még ha ellenségeimnek is tekinteném őket, még az ellenségeimet is szeretnem kell.”
Radnóti Zoltán, a Mazsihisz rabbitestületének elnöke távol maradt. Szintén nem ment el szavazni Iványi Gábor, a Magyarországi Evangéliumi Testvérközösség vezető lelkésze.
Szemerei János a Nyugati (Dunántúli) Evangélikus Egyházkerület püspöke azt javasolta a választásra jogosultaknak, hogy éljenek állampolgári jogaikkal és vegyenek részt a népszavazáson, azonban a feltett kérdést politikai kérdésnek tekinti, ezért nem nyilatkozik arról, hogy mire vagy kire szavazzanak.
Nemmel készül szavazni Kocsis Fülöp görögkatolikus püspök-érsek-metropolita, Márfi Gyula veszprémi érsek, Kozma Imre, a Magyar Máltai Szeretetszolgálat elnöke, Böjte Csaba ferences szerzetes, Bogárdi Szabó István, a Magyarországi Református Egyház (MRE) Zsinatának lelkészi elnöke, Szenczy Sándor baptista lelkész, a Baptista Szeretetszolgálat elnöke, Németh Sándor, a Hit Gyülekezete vezető lelkésze és Köves Slomó, az óbudai zsinagóga rabbija és az EMIH vezető rabbija, aki szerint az esetleges betelepítések „a zsidó közösségek számára fokozott, a mindennapi fizikai biztonság kockázataihoz kapcsolódnak, így nem tartanám szerencsésnek, ha a betelepítés bármilyen formája kötelező és ellenőrizetlen lenne.”

#### Határon túli magyar álláspontok
- Izsák Balázs, a Székely Nemzeti Tanács elnöke szerint nemmel kell szavazni, mert „a székelyek is abban érdekeltek, hogy az anyaország erős és független legyen”.[135]
- A Vajdasági Magyar Szövetség (VMSZ)[136] és Hajnal Jenő, a Magyar Nemzeti Tanács VMSZ-es elnöke is a „nem” szavazatot támogatta.[137]

#### Külföldi személyek álláspontja
- Martin Schulz, az Európai Parlament (EP) elnöke „abszurdnak és aljasnak” nevezte a népszavazás ötletét.[138] Továbbá kijelentette: „A szolidaritás egy elv, nem könyöradomány.”[139]
- Jean Asselborn luxemburgi külügyminiszter szerint „Európa meghal” és az emberi jogok európai egyezménye a szemétdombra kerül, ha az integráció vitás kérdéseit népszavazások keretében rendezik.[140] Egy másik alkalommal a Deutschlandfunk német országos közszolgálati rádióban így fogalmazott: „Propagandisztikus hisztéria tört ki Magyarországon”[141]
- Edmund Stoiber, a CSU politikusa, volt bajor miniszterelnök szerint a magyarországi kvótareferendum nem veszélyezteti a képviseleti demokráciát.[142]
- Dimitrisz Avramopulosz migrációügyi EU-biztos szerint az EU nem kívánja majd figyelmen kívül hagyni a népszavazás eredményét, azonban az áttelepítési programot a várható eredmény ellenében is végre akarják hajtani.[143]
- Elmar Brok, az EU külügyi biztosa szerint a magyarországihoz hasonló népszavazások működésképtelenné teszik az Európai Uniót.[144]
- Sandro Gonzi, az olasz kormány EU-államtitkára szerint az Európa Unió végét jelenti, ha a magyarországi népszavazás példáját más országok is követik.[145]
- Guy Verhofstadt, korábbi belga miniszterelnök a népszavazást sugalmazónak és manipulatívnak nevezte. Verhofstadt szerint Magyarország csak akkor maradhat az Unión belüli szabad mozgást garantáló zóna tagja, ha együttműködik a kvótapárti nyugati kormányzatokkal.[146]
- Emma Graham-Harrison – a The Guardian újságírója – 2016. szeptember 17-én megjelent cikkében azt állítja, hogy Orbán Viktor vitatott állításokra alapozza a kvótareferendumot, amely megosztja a magyar társadalmat és a legrosszabbat hozza ki az emberekből.[147][148]
- Jean-Claude Juncker, az Európai Bizottság elnöke szerint a bizottság nem erőlteti rá egyetlen országra sem az akaratát, hiszen a kötelező betelepítést ellenzőknél belülről és magától létrejövő érzelemnek kell megjönnie a menekült emberek befogadásának kérdésében, hiszen csak szívből lehet szolidárisnak lenni. Mint mondta egy interjúban: Nem lehet ráerőltetni senkire a szolidaritást, annak szívből kell jönnie.[139][149]
- Az európai liberálisok leköszönő elnöke, Graham Wattson igennel szavaz „a nemzetek progresszív és demokratikus szövetségére”.[150]
- Geert Wilders holland szélsőjobboldali politikus „nem” szavazatra biztatta a magyarországi választókat Twitter-bejegyzésében.[151]

## Közvélemény-kutatások
A várható eredmények és a biztos részvételüket jelzők aránya százalékban:
| Időpont                | Igen | Nem | Bizonytalan | Biztos résztvevő | Minta nagysága | Intézet    | Kutatás típusa |
| ---------------------- | ---- | --- | ----------- | ---------------- | -------------- | ---------- | -------------- |
| 2016. szeptember 30.   | 5%   | 70% | 16%         | 51%              | 1.000          | Republikon | Személyes      |
| 2016. szeptember 15.   | 4%   | 73% | 17%         | 48%              | 1.000          | Republikon | Személyes      |
| 2016. szeptember 6–10. | 3%   | 78% | 19%         | 55%              | 1.000          | Századvég  | Telefonos      |
| 2016. augusztus 15-22. | 15%  | 67% | 18%         | 53%              | 1.000          | Publicus   | Telefonos      |
| 2016. augusztus        | 15%  | 85% | 16%         | 43%              | N/A            | Tárki      | N/A            |
| 2016. július 29–31.    | 9%   | 91% | 19%         | 42%              | 1.000          | Republikon | Személyes      |
| 2016. július 25–31.    | 10%  | 90% | 14%         | 53%              | 1.000          | ZRI        | Telefonos      |
| 2016. július 1–6.      | 22%  | 78% | 18%         | 50%              | 1.000          | Publicus   | Telefonos      |
| 2016. május 13–19.     | 23%  | 77% | 0%          | 62%              | 1.000          | Nézőpont   | Telefonos      |
| 2016. május 11–15.     | 11%  | 89% | 2%          | 54%              | ~1.000         | Századvég  | Telefonos      |
| 2016. február 24–26.   | 11%  | 89% | 6%          | N/A              | 500            | Századvég  | Telefonos      |

## Lehetséges következmények
Az eredményes népszavazásnak kötelező jogalkotási következménye nincs, az Európai Unió döntési folyamatában pedig nem szerepel a tagállamok demokratikus népszavazásainak figyelembevétele, viszont érdemi politikai következményei lehetnek a referendumnak. Hasonlóan 2015-ös görögországi népszavazásnak sem lett jogalkotási következménye, viszont a kormány tárgyalási pozíciót jelentősen erősítette a népszavazás eredménye, az Európai Bizottság ennek nyomán kénytelen volt több ponton is engedni az addigi követeléseikből.[forrás?]
A szlovák elnök szerint nemzetközileg a népszavazás hozzájárulhat Magyarország elszigetelődéséhez az Európai Unión és a visegrádi négyek csoportján belül is.
Gyurcsány Ferenc az InfoRádió Aréna műsorában azt állította, hogy Orbán Viktor legszűkebb környezetéből úgy értesült, a Fidesz számára sikeres népszavazás esetén Orbán Viktor jövő év elején előrehozott választásokat rendezne. Orbán Viktor ezt cáfolta, mert szerinte 2014-ben az emberek „négy évre döntöttek, hogy az általuk támogatott politikai erők intézzék az ország ügyeit. Mi ezt el is vállaltuk.”
Lázár János egy makói lakossági fórumon kifejtette, az olyan helységekbe, ahol a lakosság a népszavazáson nagy ellenállást tanúsít, nem lehet migránsokat telepíteni, mert a kormány el akarja kerülni a konfrontációt. Ahol viszont a választópolgárok érdektelenségükről tesznek bizonyságot, ott feltehetőleg mindegy nekik, hogy betelepítenek oda embereket vagy sem. Lázár később a kormányzati sajtótájékoztatón cáfolta azokat az értelmezéseket, hogy a kormány szükség esetén a népszavazás iránt érdektelenséget tanúsító településeken készülne elhelyezni migránsokat.

## Szavazás
A Nemzeti Választási Iroda a szavazók névjegyzékét szeptember 30-án 8 272 625 szavazásra jogosult állampolgárral lezárta. 2016. október 1-én Pálffy Ilona, a Nemzeti Választási Iroda elnöke bejelentette, hogy a népszavazáson 4 136 313 választópolgárnak (a szavazásra jogosultak felénél eggyel több szavazónak) kell érvényesen szavaznia ahhoz, hogy a népszavazás érvényes legyen.
A szavazásra jogosult állampolgárok közül 274 627 nem rendelkezett magyarországi lakóhellyel. Ők levélben szavazhattak. A postán elküldött szavazatoknak október 1-jén éjfélig kellett beérkezniük a Nemzeti Választási Irodához, de a borítékolt szavazatokat a szavazás napján is le lehetett adni a külképviseleteken, valamint Magyarországon az országgyűlési választókerületek székhelyein működő polgármesteri hivatalokban is.
A fennmaradó 7 997 998 magyarországi lakóhellyel rendelkező választópolgár csak személyesen szavazhatott. Az a választópolgár, aki a szavazás napján külföldön tartózkodott, szeptember 24-éig átjelentkezhetett a 105 magyar külképviselet valamelyikére, és ott adhatta le személyes szavazatát. Az átjelentkezés lehetőségével 80 005 személy élt; közülük a legtöbben, 1327-en Londonban készültek szavazni.
A magyarországi lakóhellyel rendelkező és Magyarországon szavazó állampolgárok a szavazatukat 2016. október 2-án, 6 és 19 óra között adhatták le a számukra kijelölt szavazókörben, amelyről a Nemzeti Választási Iroda minden választópolgárt levélben értesített. A külképviseleteken létesített szavazóhelyek nyitvatartási ideje a helyi időhöz igazodott, de alapelv volt, hogy a szavazásnak mindenütt le kell zárulnia, mire a magyarországi szavazókörök bezárnak. Ennek megfelelően a greenwich-i időzónában fekvő szavazóhelyek 18 órakor zártak, az amerikai kontinensen pedig az előző napon, október 1-jén, szombaton zajlott a szavazás.

### Delegáltak
A Parlamentben frakcióval rendelkező pártok képviselőket delegálhattak a helyi választási bizottságokba, hogy szavatolják a népszavazás tisztaságát.
| Jelölő szervezet                  | Delegáltak száma (2016. szeptember 27.) |
| --------------------------------- | --------------------------------------- |
| Fidesz – Magyar Polgári Szövetség | 13 880 fő                               |
| Magyar Szocialista Párt           | 4012 fő                                 |
| Kereszténydemokrata Néppárt       | 279 fő                                  |
| Jobbik Magyarországért Mozgalom   | 175 fő                                  |
| Lehet Más a Politika              | 41 fő                                   |
| Összesen                          | 18 387 fő                               |

### Részvételi arány a szavazás napján
| Időpont | Résztvevők száma | Részvételi arány |
| ------- | ---------------- | ---------------- |
| 7:00    | 92 524 fő        | 1,16%            |
| 9:00    | 578 666 fő       | 7,25%            |
| 11:00   | 1 307 276 fő     | 16,37%           |
| 13:00   | 1 881 856 fő     | 23,56%           |
| 15:00   | 2 448 614 fő     | 30,66%           |
| 17:30   | 3 185 343 fő     | 39,88%           |
| 19:00   | 3 338 481 fő     | 43,35%           |

#### Megjelentek számának aránya megyénként
A megjelentek száma a szavazókörben megjelent és a szavazólapot átvett személyek számát jelenti.
| Megye                        | 7:00  | 9:00  | 11:00  | 13:00  | 15:00  | 17:30  |
| ---------------------------- | ----- | ----- | ------ | ------ | ------ | ------ |
| Baranya megye                | 1,04% | 7,26% | 15,72% | 21,8%  | 28,61% | 37,17% |
| Bács-Kiskun megye            | 1,43% | 8,92% | 18,53% | 25,2%  | 32,41% | 42,16% |
| Békés megye                  | 1,47% | 8,78% | 18,2%  | 24,71% | 32,25% | 39,71% |
| Borsod-Abaúj-Zemplén megye   | 1,11% | 6,33% | 14,61% | 21,26% | 28,58% | 37,85% |
| Budapest                     | 0,78% | 4,85% | 13,13% | 21,31% | 27,38% | 34,9%  |
| Csongrád megye               | 1,34% | 8,28% | 17,65% | 24,73% | 31,31% | 40,43% |
| Fejér megye                  | 1,16% | 7,89% | 17,5%  | 24,34% | 31,6%  | 41,04% |
| Győr-Moson-Sopron megye      | 1,23% | 8,01% | 18,54% | 25,91% | 34,77% | 46,57% |
| Hajdú-Bihar megye            | 1,39% | 8,05% | 16,99% | 23,48% | 30,03% | 39,07% |
| Heves megye                  | 1,36% | 8,33% | 18,28% | 25,45% | 32,8%  | 42,26% |
| Jász-Nagykun-Szolnok megye   | 1,41% | 8,73% | 17,86% | 24,25% | 30,46% | 39,05% |
| Komárom-Esztergom megye      | 1,05% | 7,12% | 16,5%  | 23,44% | 30,82% | 40,23% |
| Nógrád megye                 | 1,12% | 7,15% | 16,97% | 24,73% | 32,82% | 41,48% |
| Pest megye                   | 1,13% | 7,1%  | 16,52% | 24,16% | 30,84% | 39,83% |
| Somogy megye                 | 1,21% | 8,14% | 17,43% | 24,16% | 31,84% | 41,02% |
| Szabolcs-Szatmár-Bereg megye | 1,2%  | 6,79% | 14,85% | 21,78% | 29,68% | 40,31% |
| Tolna megye                  | 1,28% | 8,68% | 18,01% | 24,18% | 31,91% | 41,98% |
| Vas megye                    | 1,18% | 7,79% | 18,04% | 25,7%  | 35,45% | 47,62% |
| Veszprém megye               | 1,3%  | 8,18% | 17,79% | 24,89% | 33,01% | 43,22% |
| Zala megye                   | 1,2%  | 7,88% | 17,73% | 25,22% | 34,18% | 44,33% |

## Eredmények

Érvényes szavazatok aránya megyénként

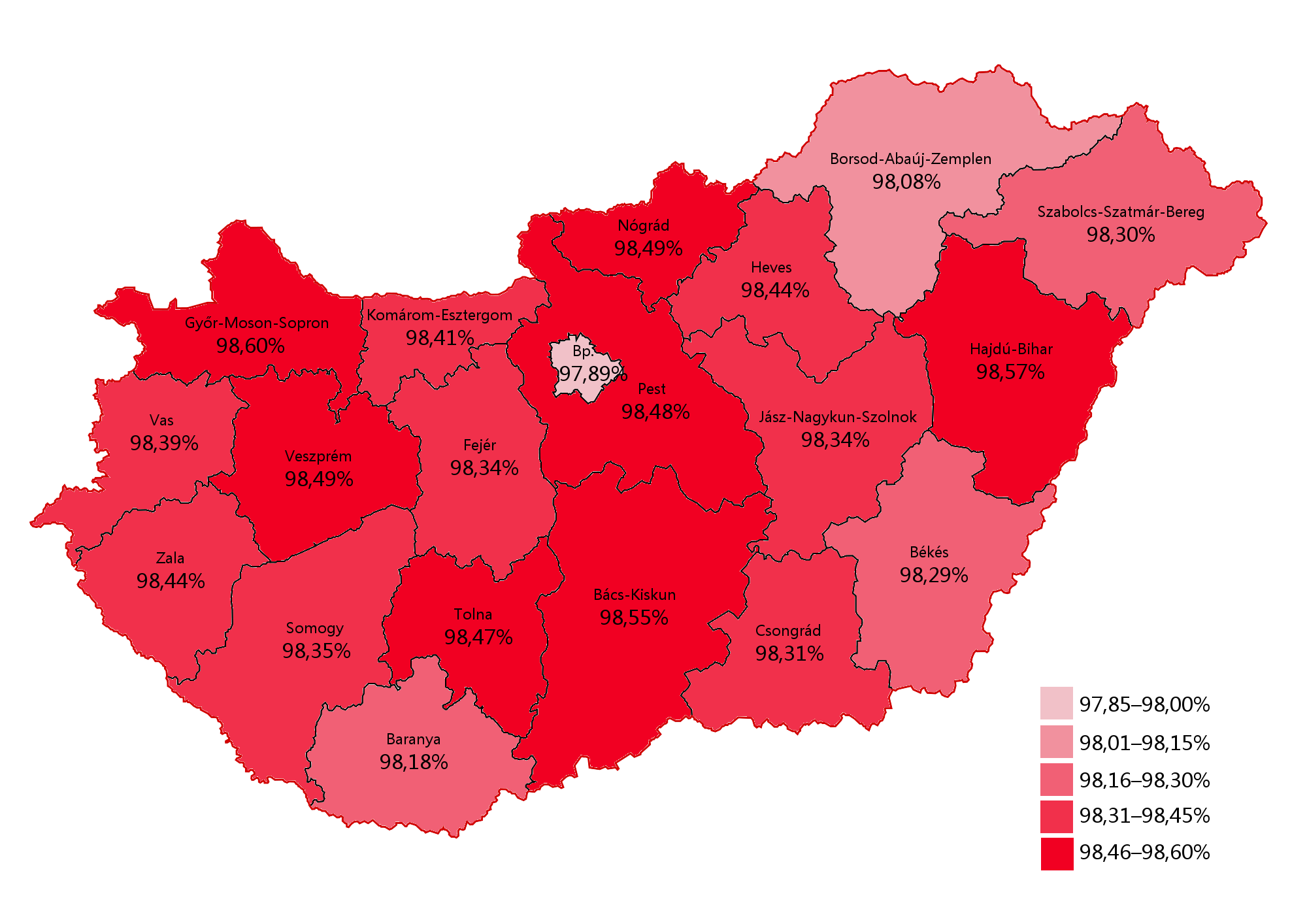
„Nem” szavazatok aránya megyénként az érvényes szavazatokon belül. Azokat a megyéket, ahol a népszavazás érvénytelen volt, piros szín jelöli.

Az Alaptörvény előírása szerint a népszavazás érvényességének feltétele, hogy a szavazásra jogosult állampolgároknak több mint fele érvényesen szavazzon. Ez a feltétel nem teljesült: a részvételi arány 44,08 százalék volt, és a részt vevők 6,17 százaléka érvénytelenül szavazott. A referendum ezért érvénytelenül zárult, azaz nem lett jogi következménye.
Az érvényesen szavazók több mint 98%-a nemmel szavazott.
| Népszavazás a kötelező betelepítésről (2016. október 2.) |              |                              |
| A szavazásra jogosultak száma                            | 8 272 625 fő | 100%                         |
| - Magyarországon szavazhat                               | 7 986 767 fő | 7 986 767 fő                 |
| - A külképviseleti névjegyzékben szerepel                | 11 234 fő    | 11 234 fő                    |
| - Levélben szavazhat                                     | 274 627 fő   | 274 627 fő                   |
| A leadott szavazatok száma                               | 3 643 055    | 44,08%                       |
| - Ebből érvénytelen szavazat                             | 224 668      | a leadott szavazatok 6,17%-a |
| - Ebből érvényes szavazat                                |              |                              |
| Válaszok                                                 | száma        | százalék                     |
| Igen                                                     | 56 163       | 1,64%                        |
| Nem                                                      | 3 362 224    | 98,36%                       |
| Összesen                                                 | 3 418 387    | 100%                         |

### Eredmények megyénként
| Megye                                | Megjelentek száma | Megjelentek száma | Érvényes szavazatok | Érvényes szavazatok | Érvénytelen szavazatok | Érvénytelen szavazatok | Igen szavazatok | Igen szavazatok | Nem szavazatok | Nem szavazatok |
| Megye                                | fő                | százalék          | db                  | százalék            | db                     | százalék               | db              | százalék        | db             | százalék       |
| ------------------------------------ | ----------------- | ----------------- | ------------------- | ------------------- | ---------------------- | ---------------------- | --------------- | --------------- | -------------- | -------------- |
| Baranya megye                        | 126 861           | 40,74%            | 119 486             | 94,25%              | 7 288                  | 5,75%                  | 2 381           | 1,99%           | 117 105        | 98,01%         |
| Bács-Kiskun megye                    | 195 665           | 45,95%            | 186 386             | 95,32%              | 9 154                  | 4,68%                  | 2 708           | 1,45%           | 183 678        | 98,55%         |
| Békés megye                          | 126 408           | 43,15%            | 119 697             | 94,77%              | 6 609                  | 5,23%                  | 2 045           | 1,71%           | 117 652        | 98,29%         |
| Borsod-Abaúj-Zemplén megye           | 225 923           | 41,71%            | 214 056             | 94,82%              | 11 703                 | 5,18%                  | 4 100           | 1,92%           | 209 956        | 98,08%         |
| Budapest                             | 530 143           | 39,43%            | 467 068             | 88,24%              | 62 271                 | 11,76%                 | 9 869           | 2,11%           | 457 199        | 97,89%         |
| Csongrád megye                       | 150 659           | 44,70%            | 139 594             | 92,74%              | 10 924                 | 7,26%                  | 2 365           | 1,69%           | 137 229        | 98,31%         |
| Fejér megye                          | 155 574           | 45,04%            | 146 407             | 94,20%              | 9 017                  | 5,80%                  | 2 424           | 1,66%           | 143 983        | 98,34%         |
| Győr-Moson-Sopron megye              | 184 149           | 51,11%            | 174 993             | 95,10%              | 9 017                  | 4,90%                  | 2 457           | 1,40%           | 172 536        | 98,60%         |
| Hajdú-Bihar megye                    | 187 337           | 43,15%            | 178 502             | 95,36%              | 8 688                  | 4,64%                  | 2 551           | 1,43%           | 175 951        | 98,57%         |
| Heves megye                          | 113 388           | 46,04%            | 107 379             | 94,77%              | 5 921                  | 5,23%                  | 1 675           | 1,56%           | 105 704        | 98,44%         |
| Jász-Nagykun-Szolnok megye           | 132 347           | 42,55%            | 125 483             | 94,90%              | 6 747                  | 5,10%                  | 2 079           | 1,66%           | 123 404        | 98,34%         |
| Komárom-Esztergom megye              | 108 897           | 43,73%            | 102 585             | 94,25%              | 6 254                  | 5,75%                  | 1 632           | 1,59%           | 100 953        | 98,41%         |
| Nógrád megye                         | 72 818            | 45,08%            | 69 372              | 95,33%              | 3 397                  | 4,67%                  | 1 050           | 1,51%           | 68 322         | 98,49%         |
| Pest megye                           | 434 082           | 43,60%            | 404 811             | 93,34%              | 28 906                 | 6,66%                  | 6 151           | 1,52%           | 398 660        | 98,48%         |
| Somogy megye                         | 114 713           | 44,63%            | 108 994             | 95,08%              | 5 646                  | 4,92%                  | 1 798           | 1,65%           | 107 196        | 98,35%         |
| Szabolcs-Szatmár-Bereg megye         | 204 160           | 44,58%            | 194 932             | 95,55%              | 9 085                  | 4,45%                  | 3 319           | 1,70%           | 191 613        | 98,30%         |
| Tolna megye                          | 85 465            | 45,67%            | 81 479              | 95,41%              | 3 921                  | 4,59%                  | 1 394           | 1,71%           | 80 085         | 98,29%         |
| Vas megye                            | 108 205           | 52,01%            | 102 661             | 94,96%              | 5 454                  | 5,04%                  | 1 653           | 1,61%           | 101 008        | 98,39%         |
| Veszprém megye                       | 138 153           | 47,56%            | 130 630             | 94,63%              | 7 411                  | 5,37%                  | 1 969           | 1,51%           | 128 661        | 98,49%         |
| Zala megye                           | 111 670           | 48,62%            | 105 948             | 94,94%              | 5 652                  | 5,06%                  | 1 657           | 1,56%           | 104 291        | 98,44%         |
| Külképviseleteken leadott szavazatok | 9 360             | 83,34%            | 7 984               | 86,72%              | 1 223                  | 13,28%                 | 239             | 2,99%           | 7 745          | 97,01%         |
| Levélszavazatok                      | 130 356           | 47,47%            | 129 944             | 99,71%              | 380                    | 0,29%                  | 1000            | 0,77%           | 128 944        | 99,23%         |

## Hivatalos eredmények megállapítása
A Nemzeti Választási Bizottság 2016. október 11-én hozott, 150/2016. NVB határozatával – a 233/2016. (VII. 5.) KE határozattal 2016. október 2. napjára kitűzött országos népszavazás eredményének megállapítása tárgyában – hivatalosan megállapította, hogy a 2016. október 2-án lefolytatott népszavazás érvénytelen volt. A Nemzeti Választási Bizottság az eredmény megállapítása során – figyelemmel az Nsztv. 78. §-ában foglaltakra – vizsgálta az Alaptörvény 8. cikk (4) bekezdésében foglalt érvényességi feltételek fennállását. Ennek keretében megállapította, hogy a szavazás napján a központi névjegyzékben szereplő, a népszavazáson részt venni jogosult választópolgárok száma 8 272 625 volt. Az érvényes szavazatok száma 3 418 387 volt.
Mindezek alapján a Nemzeti Választási Bizottság megállapította, hogy a 2016. október 2-ra kitűzött országos népszavazáson az összes választópolgár kevesebb mint fele szavazott érvényesen, ezért az Alaptörvény 8. cikk (4) bekezdése alapján az országos népszavazás érvénytelen volt.

## Eredmények értékelése

### Belföldi értékelések a népszavazás eredményéről

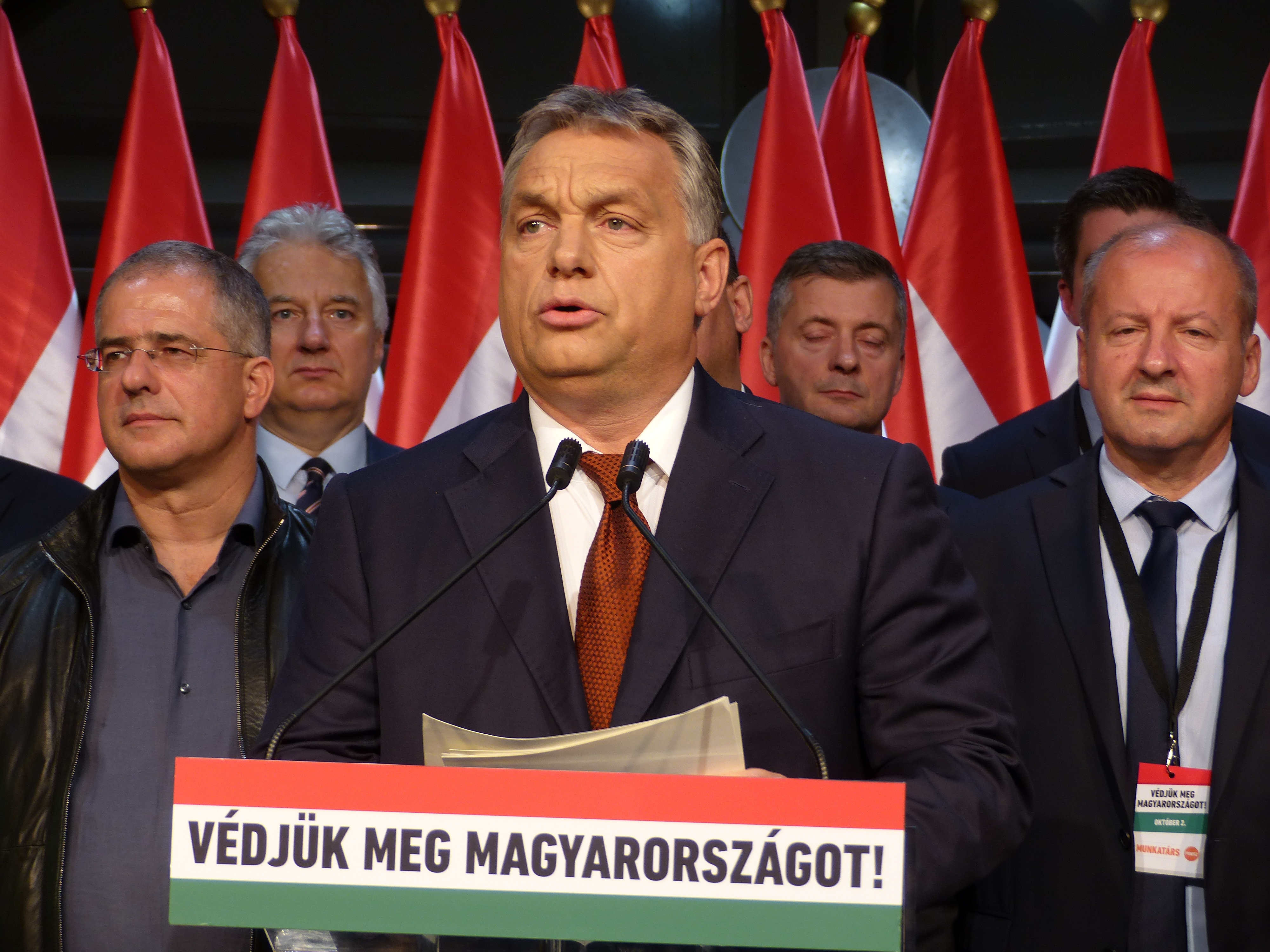
Fidesz eredményváró a Bálnában

- Orbán Viktor miniszterelnök nagyszerűnek nevezte a népszavazás eredményét, mert „felülmúltuk a csatlakozásról szóló népszavazás eredményét”. Hozzátette, hogy bár közjogi értelemben nem kötelezi az Országgyűlést a népszavazás eredménye, a Ház érvényt szerezhet annak, ezért kezdeményezi az alaptörvény módosítását,[168] és a bevándorlás kérdésében alkotmánymódosító javaslatot terjeszt a parlament elé, hogy az emberek döntését közjogi érvénnyel ruházzák fel.[169] A miniszterelnök szerint az alaptörvény módosítása „rásegítést” jelent, mert a referendumon a választópolgárok nem voltak elegen.[170] A javasolt módosítás előírja többek között, hogy Magyarország alkotmányos hatásköreinek a többi EU-tagállammal közös gyakorlása (E/2. cikk) „nem korlátozhatja Magyarország területi egységére, népességére, államformájára és állami berendezkedésére vonatkozó elidegeníthetetlen rendelkezési jogát”, valamint hogy (XIV. cikk) „Magyarországra idegen népesség nem telepíthető be”, és hogy nem EGT-tagállam állampolgára Magyarországon csak „az Országgyűlés által megalkotott törvény szerinti eljárásban, a magyar hatóságok által egyedileg elbírált kérelme alapján élhet”.[171][172] 2016. november 8-án ez az alkotmánymódosító javaslat nem kapta meg a parlamentben az elfogadásához szükséges kétharmados többséget.[173] Orbán Viktor 2025. július 27-én, egy Török Gábornak írt Facebook-hozzászólásban ismerte be, hogy a népszavazás érvénytelen volt. A politikai elemző azt írta ugyanis, korábban fogadtak arról, hogy érvényes lesz-e. Ő a diplomáját ajánlotta tétnek, a miniszterelnök megelégedett egy fagyival. „Sajnos a vesztesnek még nem volt alkalma teljesíteni. És megint itt a nyár”, utalt Török arra, hogy ő nyerte meg a fogadást.  „Pontos elszámolás, hosszú barátság. Készen állok a fagyi-ügy rendezésére”, válaszolta kommentben Orbán Viktor, elismerve ezzel a népszavazás érvénytelenségét.
- Molnár Gyula az MSZP elnöke úgy fogalmazott, hogy nem létezik politikailag érvényes népszavazás, ez csak egy nagyon drága közvélemény-kutatás volt, amit törvénytelenség, hazugság és indulat jellemzett. Mindezért pedig a kormányt terheli a felelősség. A pártelnök hozzátette, hogy az MSZP parlamenti vizsgálóbizottság felállítását kezdeményezi a népszavazásra fordított 17 milliárd forint közpénz elköltésének kivizsgálására.[174]
- Gyurcsány Ferenc a Demokratikus Koalíció (DK) elnöke közvetlenül a népszavazás eredményének megismerése után az MTI-nek kijelentette, hogy „Győztünk, nem kicsit, hanem nagyon”.[175]
- Kovács Gergely a Magyar Kétfarkú Kutya Párt elnöke kijelentette, hogy az „őrült gyűlöletkampányban” sikerült olyan támogatottságot elérniük, hogy indulnak a 2018-as országgyűlési választásokon.[176]
- Szél Bernadett az LMP társelnöke szerint a népszavazás eredménytelenségének hatására a kabinet nem erősebb, hanem gyöngébb lett.[177]
- Kis János liberális filozófus a Magyar Narancsban közölt elemzést, „népszavaztatás után” címen.
- A Századvég 500 fős telefonos felmérése szerint a magyar lakosság 54%-a elégedett a népszavazás eredményével, és 68% támogatja, hogy törvényben, vagy az Alaptörvényben rögzítsék a választói akaratot.[178]

### Külföldi értékelések a népszavazás eredményéről
- A Reuters szerint a népszavazás eredménytelensége csökkenteni fogja Orbán Viktor képességét arra, hogy nyomást gyakoroljon Brüsszelre menekültpolitikájának megváltoztatása érdekében. Az AFP francia hírügynökség kommentárja szerint a népszavazás „fél kudarc” volt Orbán Viktor számára, hiszen nem sikerült elegendő létszámú szavazót mozgósítania. A DPA német hírügynökség azt írta, hogy a „pánikkeltő elemekkel tűzdelt” kampány ellenére sem sikerült mozgósítani a szavazásra jogosultak több mint felét, Orbán Viktor miniszterelnökről azonban mindez lepereg, mert számára a több mint hárommillió „nem” szavazat megbízást jelent a kötelező kvóták elleni küzdelem folytatására. A német hírügynökség szerint Magyarország erős embere provokálja az Európai Unió vezetését, bár a népszavazás előtti „hecckampány” intenzitását tekintve a vasárnapi eredmény inkább ösztövérnek tűnik. Az EFE spanyol hírügynökség úgy értékelte, hogy a referendum visszaütött. A brit közmédia, a BBC tudósítója szerint a kormány számára csalódást kelt, hogy a referendum ekkora erőfeszítés és pénzráfordítás ellenére érvénytelennek bizonyult, a miniszterelnök pedig „gyengébbnek vagy akár nevetségesnek is tűnhet”.[179] A CNN véleménycikke az 1956-os magyar menekültek nyugati befogadására utalva megjegyzi, hogy Magyarország saját történelmének megcsúfolása, ahogy a menekültekkel bánik.[180]
- A német politikusok többsége Orbán Viktor kudarcának tekinti a népszavazás eredményét. „Örömteli, hogy kudarccal végződött a vasárnapi magyarországi népszavazás”, nyilatkozta Michael Roth, a német külügyminisztérium európai ügyekért felelős államminisztere.[181] Az ellenzéki Zöldek képviselőcsoportjának külpolitikai szóvivője, Omid Nouripur szerint a magyar miniszterelnök belpolitikai problémákról akarta elterelni a figyelmet a népszavazással. Ezzel a véleménnyel szemben csupán a bajor Keresztényszociális Unió (CSU) tekinti az Orbán-kormány sikerének a népszavazás eredményét: Manfred Weber a Die Weltnek azt mondta, hogy a népszavazás eredményét nem lehet „egyszerűen lesöpörni az asztalról“, mert a referendum megmutatta, hogy „...a magyarok nem akarnak kötelező kvótát, ameddig a parlamentjük nem járul hozzá“[182]
- Sebastian Kurz osztrák külügyminiszter kommentálta a népszavazás eredményét: „a vasárnapi referendumon többen szavaztak a kvóták ellen, mint 2003-ban Magyarország EU-tagsága mellett. „Véleményem szerint az így megszületett nemek döntő többsége sokkal inkább az Európai Unió számára jelent vereséget, mint Orbán Viktor számára.”[183] Harald Vilimsky az Osztrák Szabadságpárt titkára hasonlóan vélekedett.[184]
- Nigel Farage a brit Függetlenségi Párt (UKIP) korábbi vezetője, EP-képviselő lenyűgöző eredménynek nevezte a népszavazás eredményét.[185]
- A Politico című politikai elemző szakportál Orbán Viktor sikereként értékeli a népszavazást.[186] A Politico cikkében megszólaltatott Mujtaba Rahman, az Eurasia Group ügyvezetője szerint: „Az erős otthoni támogatás uniós szinten is felerősítheti Orbán hangját”.[187]
- A The Guardian című baloldali brit napilap online kiadásában Gerald Knaust idézi, az Európai Stabilitási Kezdeményezés berlini kutatóintézet igazgatóját, aki szerint a kvóta körüli csetepaté valójában háború, amely a nemzetállam szerepéről és az európai demokrácia mibenlétéről folyik.[188]